# Ліс привидів
«Ліс привидів» (англ. The Forest, дослівно «Ліс») — американський фільм жахів, знятий Джейсоном Зеда. Прем'єра стрічки в Україні відбулась 14 січня 2016 року. Фільм розповідає про жінку на ім'я Сара, яка шукає сестру, котра зникла в таємничому лісі в Японії.

## У ролях
- Наталі Дормер — Сара Прайс / Джесс Прайс
- Тейлор Кінні — Ейден
- Овен Макен — Роб
- Стефані Фогт — Валері
- Якіосі Озава — Мічі

## Сюжет
Сюжет розгортається в лісі Аокігахара, реально існуючому лісі у Північно-Західного підніжжя гори Фудзі в Японії. Сара Прайс (Наталі Дормер), молода американка, отримує дзвінок з поліції Японії, в якому їй повідомляють, що її сестра-близнюк Джесс, що працює вчителькою англійської мови в токійській школі, пропала в лісі Аокігахара (який має погану славу, оскільки в ньому кожен рік трапляються десятки самогубств). Оскільки з моменту її зникнення пройшло вже кілька днів, поліція впевнена, що Джесс вже мертва. Сара відмовляється в це вірити, тому що, будучи її близнюком, вона продовжує відчувати її душу. Не звертаючи уваги на застереження свого бойфренда Роба (Оуен Маккен), дівчина прилітає до Японії, давши слово, що повернеться через кілька днів. З першого ж дня в Японії Сару починають переслідувати нічні жахіття, але американка твердо має намір знайти зниклу сестру і приїжджає в готель розташований біля лісу. Там вона знайомиться з журналістом на ім'я Ейден, який відмовляє Сару йти в ліс самотою, і пояснює це тим, що в цьому лісі небезпечно залишатися одному. У процесі бесіди, Сара розповідає, що її батьків збив невідомий водій (причому, бачила їх тіла тільки Джесс), а Ейден, в свою чергу, розповідає про свого молодшого брата, який регулярно потрапляє в колотнечі. На наступний день Ейдан, Сара і місцевий лісник Мічі (Юкійосі Одзава) вирушають на пошуки. Подорозі Мічі повідомляє, що, згідно з синтоїстськими віруваннями, в лісі живуть примари самогубців і померлих насильницькою смертю (юрей), які не здатні заподіяти жертві фізичну шкоду, але можуть викликати галюцинації. У процесі пошуків група знаходить тіло чергового самогубці. Наближається ніч, і Мічі наполягає на поверненні, аж раптом Сара знаходить намет Джесс. Мічі пояснює, що намет беруть ті люди, які ще не остаточно вирішили звести рахунки з життям. Сара відмовляється йти, незважаючи на всі переконання Мічі і Ейдена. Зрештою, Мічі погоджується, а Ейден залишається з дівчиною. Вночі Сару починає переслідувати бачення дівчинки, яка назвалася Хосіко (Рина Такасакі), яка просить Сару не довіряти Ейдену. Сара спотикається, падає і серйозно ранить долоню. Настає ранок і Ейден наполягає на негайному поверненні, оскільки дівчині необхідна медична допомога. Незабаром вони збиваються з шляху і Сара починає підозрювати Ейдена. Заволодівши його телефоном, дівчина бачить у ньому фото своєї сестри. Вирішивши, що Ейден причетний до її зникнення, Сара тікає і падає в яму, яка опинилася підземною печерою. Там вона ще раз бачить Хосіко, яка виявляється юрей. З'являється Ейден і допомагає Сарі вибратися на поверхню, після чого віддає їй свого ножа, щоб вона повірила в його непричетність. Сару продовжують переслідувати галюцинації. Ейден знаходить покинутий будинок, в якому виявилася стара зламана рація. Поки чоловік намагається її полагодити, Сара знаходить двері в підвал, через яку чує голос Джесс. З-під дверей висовується записка, в якій сестра просить її побоюватися Ейдена. Вирішивши, що чоловік є маніяком, Сара вбиває його. Вмираючи, Ейден не розуміє поведінки Сари і каже, що ніколи не бачив Джесс. Одночасно, зникає і записка, після чого дівчина розуміє, що чоловік був невинний, а все це, включаючи фото в телефоні були галюцинацією. в підвалі Сара бачить тіла її батьків, де батько застрелив матір, а після наклав на себе руки. Раптом, він кидається на дівчину і хапає її за зап'ястя. Сара відрізає йому пальці і біжить геть з дому. Тим часом, пошуковий загін, викликаний Мічі знаходить живу Джесс, яка всі ці дні блукала по лісі. Сара знову бачить Хосіко, а, глянувши на свою руку, з жахом розуміє, що намагаючись відрізати пальці батька, вона порізала собі вени і стекла кров'ю, ставши Юрей. Тим часом, врятована Джесс перестає відчувати свою сестру і розуміє, що вона мертва. Як тільки машина з Робом і Джесс від'їжджає, Мічі бачить привид Сари в лісі.